# Youssouf Fofana (football)
Pour les articles homonymes, voir Youssouf Fofana.
Youssouf Fofana, né le 10 janvier 1999 à Paris, est un footballeur international français qui joue au poste de milieu de terrain à l'AC Milan.

## Biographie

### Enfance et formation
Né à Paris en 1999, Youssouf Fofana est d'origine Malienne . Il évolue dans les clubs parisien du FC Espérance Paris 19e de 2005 à 2013. En revenant sur son passage, un de ses anciens éducateurs Morad Djeddi se souvient « Youssouf était un jeune dégourdi. Je me souviens d’un match à Épinay-sur-Seine où les parents étaient absents, il est rentré tout seul et s’est occupé de toute l’organisation et de la logistique. Il avait une maturité et une intelligence avancée, cela se traduisait aussi dans son jeu ».
Il intègre l'INF Clairefontaine à l'âge de treize ans, pour deux ans de préformation à l'issue desquels il ne trouve pas de club professionnel. Il évolue en parallèle au Red Star de 2013 à 2014, et rebondit à la JA Drancy après son passage à l'INF.

#### Découverte du haut niveau au RC Strasbourg (2017-2019)
Détecté en janvier 2017 par Pascal Droehnle (responsable du recrutement du RC Strasbourg) et Abbes Saadi (responsable recrutement IDF du RC Strasbourg) alors qu'il évolue au sein des U19 DH de la JA Drancy, il rejoint le centre de formation du Racing Club de Strasbourg en juillet 2017.
Après avoir évolué toute la saison avec l'équipe de National 3 entraînée par François Keller il signe son premier contrat professionnel en septembre 2018.
Il fait sa première apparition en Ligue 1 le 24 août de la même année contre l'Olympique lyonnais. Il inscrit son premier but en Ligue 1 contre l'AS Monaco en janvier 2019.
Lors de la Coupe de la Ligue 2018-2019, il inscrit un but en octobre 2018, lors du troisième tour disputé face au Lille OSC. Il est ensuite de nouveau titularisé lors des rencontres suivantes remportées successivement face à l'Olympique de Marseille, à l'Olympique lyonnais, et aux Girondins de Bordeaux. Il reste en revanche sur le banc des remplaçants lors de la finale gagnée contre l'En avant Guingamp.

#### Paire de milieux avec Aurélien Tchouaméni à l'AS Monaco (2019-2022)
Le 29 janvier 2020, l'AS Monaco annonce son transfert avec la signature d'un contrat de quatre ans et demi. Son adaptation se passe bien puisqu'il est régulièrement titulaire sous les ordres du nouvel entraîneur Robert Moreno jusqu'à l'arrêt du championnat en raison de la pandémie. Il signe notamment une passe décisive pour Stevan Jovetic pour le seul but du match contre Angers le 4 février 2020. Lors du dernier match disputé de la saison 2019-2020, il réalise une nouvelle passe décisive pour Wissam Ben Yedder pour l'ouverture du score du derby azuréen, derby qui sera finalement perdu 2-1.
La saison suivante commence aussi sous de bons auspices puisqu'il forme une paire de milieux défensifs très performante avec son coéquipier Aurélien Tchouaméni. Le 2 novembre 2020, après une victoire 4-0 contre Bordeaux, Axel Disasi est censé être interviewé par Laurent Paganelli dans le cadre de l'émission du Canal Football Club. Pourtant, au moment de se rendre à l'interview, le numéro 20 asémiste se rend compte que les caméras de Canal + et l'homme de terrain ont déjà quitté le stade et l'émission de Canal + est repassé à son format traditionnel en plateau. La scène donne lieu à un fou rire collectif dans le vestiaire et Youssouf Fofana chambre allègrement son vice-capitaine, la scène sera largement reprise sur les réseaux sociaux. Lors du quart de finale de Coupe de France remporté contre l'Olympique Lyonnais le 21 avril 2021, il dispute son 40e match sous les couleurs de l'AS Monaco. Le weekend suivant, il permet à Monaco de l'emporter 1-0 sur le terrain du SCO d'Angers en fin de match grâce à une passe décisive entre les défenseurs angevins à destination de son capitaine Wissam Ben Yedder. Lors de la 37e journée de Ligue 1, il délivre une passe décisive pour Aleksandr Golovin pour l'emporter contre le Stade Rennais, Monaco l'emporte 2-1. Le 19 mai 2021, il participe à la finale de la Coupe de France mais perd contre le Paris-Saint-Germain. Sur le terrain, comme en dehors, il est très proche de ses coéquipiers Axel Disasi et Aurélien Tchouaméni.
La saison 2021-2022 commence encore une fois bien sur un plan personnel, mais pas sur un plan collectif, l'AS Monaco ne remportant qu'un seul de ses 6 premiers matchs de Ligue 1 et étant reversé en Ligue Europa à la suite de l'élimination au tour préliminaire de la Ligue Des Champions. Lors de la 7e journée de Ligue 1, il adresse une passe décisive à Kevin Volland pour l'ouverture du score contre l'AS Saint-Étienne. Le 19 octobre 2021, il donne une passe décisive à Krépin Diatta. Le 25 novembre 2021, il marque son premier but pour Monaco en reprenant de la tête une remise de Benoît Badiashile contre la Real Sociedad, offrant la victoire et la qualification en huitième de finale de la Ligue Europa 2021-2022. Le 20 mars 2022, il réalise un superbe match face au Paris Saint-Germain, notamment en adressant une passe décisive sur le premier but de son capitaine, Wissam Ben Yedder.

#### Confirmation à Monaco et au niveau international (2022-2024)
Lors de la saison 2022-2023, Youssouf Fofana est toujours titulaire au sein d'un milieu monégasque privé d'Aurélien Tchouaméni, transféré au Real Madrid. Pendant la 2e journée de Ligue 1, il reçoit un carton rouge tôt dans le match, laissant son équipe à dix pendant tout le reste du match contre le Stade Rennais. Lors de la défaite surprise contre Troyes, il marque le deuxième but monégasque, mais ne parvient pas à inverser la tendance. Grâce à sa constance et ses performances abouties, à l'instar de son coéquipier Benoit Badiashile, il est convoqué et participe à ses premiers matchs internationaux avec l'Équipe de France de Football, puis à la Coupe du monde 2022. Le 1er février 2023, il délivre une passe décisive pour son capitaine Wissam Ben Yedder. Le 30 avril 2023, il réalise l'une de ses pires performances, notamment, en offrant le premier but à l'attaquant Arnaud Nordin lors de la défaite contre Montpellier sur le score de 4-0. Lors de la journée 34, il offre une passe décisive pour Myron Boadu qui entérine la victoire monégasque en terre angevine. Lors des journées 36 et 37, il passe encore une fois au travers dans des matches importantissimes perdus contre des concurrents directs à l'Europe sur le terrain de Lyon et de Rennes, en multipliant les passes approximatives et les ballons perdus,.
Le 3 février 2024, il marque un but contre son camp lors du match nul contre le Havre. En 2023-2024, il est capitaine quand Wissam Ben Yedder commence la rencontre sur le banc des remplaçants. Cadre du club monégasque, il réussit sa saison et s'y montre décisif à plusieurs reprises, notamment lors de la 33e journée, une rencontre à l'extérieur contre Montpellier. Il y inscrit le deuxième but de la victoire monégasque 2-0 qui assure la place de second du championnat à l'AS Monaco et une qualification directe pour la Ligue des champions 2024-2025.

#### Au Milan AC (depuis 2024)
En août 2024, Youssouf Fofana rejoint jusqu'en 2028 le club italien du Milan AC. Le coût du transfert est estimé à 23 millions d'euros (hors bonus). Il porte à Milan le numéro 29. L'entraîneur Paulo Fonseca lui attribue un rôle plus défensif qu'à l'AS Monaco, Fofana devenant sentinelle devant la défense. Fofana inscrit son premier but avec le Milan AC à l'occasion d'un match de Serie A le 14 septembre contre Venezia (4-0). Il est à mi-saison un titulaire indiscutable dans l'équipe milanaise et est au 25 janvier le joueur de champ le plus utilisé de l'effectif. Seul le gardien Mike Maignan le devance en temps de jeu effectif.

### En sélection nationale

#### Équipes de jeunes
Avec les moins de 20 ans, il officie comme capitaine lors d'une rencontre amicale face aux États-Unis en mars 2019 (2-2). Il inscrit son premier but en coupe du monde des moins de 20 ans lors du premier tour face à l'Arabie saoudite le 25 mai 2019.
Il découvre la sélection espoirs le 19 novembre 2019, à l'occasion d'un match de qualification pour le championnat d'Europe, contre l'équipe de Suisse espoirs. Le sélectionneur des Espoirs français Sylvain Ripoll le sélectionne pour disputer la phase finale de l'Euro Espoirs qui débute le 31 mai 2021 aux Pays-Bas, récompensant sa saison très aboutie avec Monaco.

#### Équipe de France A
Il est appelé pour la première fois par le sélectionneur Didier Deschamps en septembre 2022, bénéficiant de l'absence de certains titulaires à ce poste. Il joue ses deux premiers matchs contre l'Autriche et le Danemark pour le compte de la Ligue des Nations 2022-2023.
Il fait partie de la liste des 26 joueurs de l'équipe de France sélectionnés pour disputer la Coupe du monde 2022 au Qatar. Il participe à la compétition avec l'Équipe de France, participant à la totalité des matches, soit en entrant en jeu comme lors de la finale, soit en qualité de titulaire comme contre la Tunisie et le Maroc en demi-finale,,,.
En vue en novembre 2023 lors des deux rencontres comptant pour les éliminatoires de l'Euro 2024 face à Gibraltar puis en Grèce, deux rencontres où il inscrit un but, ses prestations le mettent en position favorable pour faire partie des sélectionnés pour l'Euro,. En mai 2024, il figure dans une liste de 25 joueurs appelés par Didier Deschamps pour l'Euro.

## Statistiques

### Statistiques générales par saison
| Saison                | Club                  | Championnat           | Championnat | Championnat | Championnat | Coupe nationale | Coupe nationale | Coupe nationale | Coupe de la Ligue | Coupe de la Ligue | Coupe de la Ligue | Supercoupe | Supercoupe | Supercoupe | Compétition(s) continentale(s) | Compétition(s) continentale(s) | Compétition(s) continentale(s) | Compétition(s) continentale(s) | France | France | France | Total | Total | Total |
| Saison                | Club                  | Division              | M.          | B.          | P.d.        | M.              | B.              | P.d.            | M.                | B.                | P.d.              | M.         | B.         | P.d.       | Comp.                          | M.                             | B.                             | P.d.                           | M.     | B.     | P.d.   | M.    | B.    | P.d.  |
| 2018-2019             | RC Strasbourg         | Ligue 1               | 17          | 2           | 1           | 1               | 0               | 0               | 4                 | 1                 | 0                 | -          | -          | -          | -                              | -                              | -                              | -                              | -      | -      | -      | 22    | 3     | 1     |
| 2019-2020             | RC Strasbourg         | Ligue 1               | 13          | 1           | 0           | 1               | 0               | 0               | 2                 | 0                 | 0                 | -          | -          | -          | C3                             | 3                              | 0                              | 0                              | -      | -      | -      | 19    | 1     | 0     |
| Sous-total            | Sous-total            | Sous-total            | 30          | 3           | 1           | 2               | 0               | 0               | 6                 | 1                 | 0                 | -          | -          | -          | -                              | 3                              | 0                              | 0                              | -      | -      | -      | 41    | 4     | 1     |
| 2019-2020             | AS Monaco             | Ligue 1               | 7           | 0           | 2           | -               | -               | -               | -                 | -                 | -                 | -          | -          | -          | -                              | -                              | -                              | -                              | -      | -      | -      | 7     | 0     | 2     |
| 2020-2021             | AS Monaco             | Ligue 1               | 35          | 0           | 2           | 5               | 0               | 0               | -                 | -                 | -                 | -          | -          | -          | -                              | -                              | -                              | -                              | -      | -      | -      | 40    | 0     | 2     |
| 2021-2022             | AS Monaco             | Ligue 1               | 33          | 0           | 4           | 4               | 0               | 0               | 0                 | 0                 | 0                 | -          | -          | -          | C1+C3                          | 4+5                            | 0+1                            | 0+0                            | -      | -      | -      | 46    | 1     | 4     |
| 2022-2023             | AS Monaco             | Ligue 1               | 36          | 2           | 2           | 1               | 0               | 0               | -                 | -                 | -                 | -          | -          | -          | C1+C3                          | 2+8                            | 0                              | 1                              | 10     | 0      | 0      | 57    | 2     | 3     |
| 2023-2024             | AS Monaco             | Ligue 1               | 32          | 4           | 3           | 3               | 0               | 0               | -                 | -                 | -                 | -          | -          | -          | -                              | -                              | -                              | -                              | 11     | 3      | 1      | 46    | 7     | 4     |
| Sous-total            | Sous-total            | Sous-total            | 143         | 6           | 13          | 13              | 0               | 0               | 0                 | 0                 | 0                 | -          | -          | -          | -                              | 19                             | 1                              | 1                              | 21     | 3      | 1      | 196   | 10    | 15    |
| 2024-2025             | AC Milan              | Serie A               | 35          | 1           | 6           | 5               | 0               | 1               | -                 | -                 | -                 | 2          | 0          | 0          | C1                             | 10                             | 0                              | 2                              | 4      | 0      | 0      | 56    | 1     | 9     |
| 2025-2026             | AC Milan              | Serie A               | -           | -           | -           | 1               | 0               | 0               | -                 | -                 | -                 | -          | -          | -          | -                              | -                              | -                              | -                              | -      | -      | -      | 1     | 0     | 0     |
| Sous-total            | Sous-total            | Sous-total            | 35          | 1           | 6           | 6               | 0               | 1               | -                 | -                 | -                 | 2          | 0          | 0          | -                              | 10                             | 0                              | 2                              | 4      | 0      | 0      | 57    | 1     | 9     |
| Total sur la carrière | Total sur la carrière | Total sur la carrière | 208         | 10          | 20          | 21              | 0               | 1               | 6                 | 1                 | 0                 | 2          | 0          | 0          | -                              | 32                             | 1                              | 3                              | 25     | 3      | 1      | 294   | 15    | 25    |

### Liste des matchs internationaux
| Matchs internationaux de Youssouf Fofana | Matchs internationaux de Youssouf Fofana | Matchs internationaux de Youssouf Fofana            | Matchs internationaux de Youssouf Fofana | Matchs internationaux de Youssouf Fofana | Matchs internationaux de Youssouf Fofana | Matchs internationaux de Youssouf Fofana                              |
|                                          | Date                                     | Lieu                                                | Adversaire                               | Résultat                                 | Compétition                              | Notes                                                                 |
| ---------------------------------------- | ---------------------------------------- | --------------------------------------------------- | ---------------------------------------- | ---------------------------------------- | ---------------------------------------- | --------------------------------------------------------------------- |
| 1.                                       | 22 septembre 2022                        | Stade de France, Saint-Denis, France                | Autriche                                 | 2 - 0                                    | Ligue des nations 2022-2023              | Titulaire.                                                            |
| 2.                                       | 25 septembre 2022                        | Parken Stadium, Copenhague, Danemark                | Danemark                                 | 2 - 0                                    | Ligue des nations 2022-2023              | Entre en jeu à la place d'Eduardo Camavinga à la 46e minute de jeu.   |
| 3.                                       | 22 novembre 2022                         | Stade Al-Janoub, Al Wakrah, Qatar                   | Australie                                | 4 - 1                                    | Coupe du monde 2022                      | Entre en jeu à la place d'Aurélien Tchouaméni à la 77e minute de jeu. |
| 4.                                       | 26 novembre 2022                         | Stade 974, Doha, Qatar                              | Danemark                                 | 2 - 1                                    | Coupe du monde 2022                      | Entre en jeu à la place d'Antoine Griezmann à la 90e minute de jeu.   |
| 5.                                       | 30 novembre 2022                         | Stade Education City, Al Rayyan, Qatar              | Tunisie                                  | 1 - 0                                    | Coupe du monde 2022                      | Titulaire et remplacé par Antoine Griezmann à la 73e minute de jeu.   |
| 6.                                       | 4 décembre 2022                          | Stade Al-Thumama, Doha, Qatar                       | Pologne                                  | 3 - 1                                    | Coupe du monde 2022                      | Entre en jeu à la place d'Aurélien Tchouaméni à la 66e minute de jeu. |
| 7.                                       | 14 décembre 2022                         | Stade Al-Bayt, Al-Khor, Qatar                       | Maroc                                    | 2 - 0                                    | Coupe du monde 2022                      | Titulaire.                                                            |
| 8.                                       | 18 décembre 2022                         | Stade de Lusail, Lusail, Qatar                      | Argentine                                | 3 - 3 4-2 t.a.b                          | Coupe du monde 2022                      | Entre en jeu à la place d'Adrien Rabiot à la 96e minute de jeu.       |
| 9.                                       | 24 mars 2023                             | Stade de France, Saint-Denis, France                | Pays-Bas                                 | 4 - 0                                    | Éliminatoires de l'Euro 2024             | Entre en jeu à la place d'Antoine Griezmann à la 76e minute de jeu.   |
| 10.                                      | 16 juin 2023                             | Stade de l'Algarve, Almancil, Portugal              | Gibraltar                                | 0 - 3                                    | Éliminatoires de l'Euro 2024             | Entre en jeu à la place d'Antoine Griezmann à la 65e minute de jeu.   |
| 11.                                      | 12 septembre 2023                        | Signal Iduna Park, Dortmund, Allemagne              | Allemagne                                | 2 - 1                                    | Match amical                             | Entre en jeu à la place d'Adrien Rabiot à la 78e minute de jeu.       |
| 12.                                      | 13 octobre 2023                          | Johan Cruyff Arena, Amsterdam, Pays-Bas             | Pays-Bas                                 | 1 - 2                                    | Éliminatoires de l'Euro 2024             | Entre en jeu à la place d'Antoine Griezmann à la 87e minute de jeu.   |
| 13.                                      | 17 octobre 2023                          | Stade Pierre-Mauroy, Villeneuve-d'Ascq, France      | Écosse                                   | 4 - 1                                    | Match amical                             | Entre en jeu à la place d'Antoine Griezmann à la 77e minute de jeu.   |
| 14.                                      | 18 novembre 2023                         | Allianz Riviera, Nice, France                       | Gibraltar                                | 14 - 0                                   | Éliminatoires de l'Euro 2024             | Entre en jeu à la place de Warren Zaïre-Emery à la 20e minute de jeu. |
| 15.                                      | 21 novembre 2023                         | Stade Agiá Sofiá, Athènes, Grèce                    | Grèce                                    | 2 - 2                                    | Éliminatoires de l'Euro 2024             | Titulaire.                                                            |
| 16.                                      | 23 mars 2024                             | Parc Olympique lyonnais, Décines-Charpieu, France   | Allemagne                                | 0 - 2                                    | Match amical                             | Entre en jeu à la place d'Aurélien Tchouaméni à la 74e minute de jeu. |
| 17.                                      | 26 mars 2024                             | Stade Vélodrome, Marseille, France                  | Chili                                    | 3 - 2                                    | Match amical                             | Titulaire.                                                            |
| 18.                                      | 5 juin 2024                              | Stade Saint-Symphorien, Longeville-lès-Metz, France | Luxembourg                               | 3 - 0                                    | Match amical                             | Titulaire et remplacé par Eduardo Camavinga à la 89e minute de jeu.   |
| 19.                                      | 17 juin 2024                             | Düsseldorf Arena, Düsseldorf, Allemagne             | Autriche                                 | 0 - 1                                    | Euro 2024                                | Entre en jeu à la place d'Antoine Griezmann à la 90e minute de jeu.   |
| 20.                                      | 25 juin 2024                             | BVB Stadion Dortmund, Dortmund, Allemagne           | Pologne                                  | 1 - 1                                    | Euro 2024                                | Entre en jeu à la place d'Aurélien Tchouaméni à la 81e minute de jeu. |
| 21.                                      | 5 juillet 2024                           | Volksparkstadion, Hambourg, Allemagne               | Portugal                                 | 0 - 0 3-5 t.a.b                          | Euro 2024                                | Entre en jeu à la place d'Eduardo Camavinga à la 91e minute de jeu.   |
| 22.                                      | 6 septembre 2024                         | Parc des Princes, Paris, France                     | Italie                                   | 1 - 3                                    | Ligue des nations 2024-2025              | Titulaire et remplacé par Manu Koné à la 58e minute de jeu.           |
| 23.                                      | 9 septembre 2024                         | Parc Olympique lyonnais, Décines-Charpieu, France   | Belgique                                 | 2 - 0                                    | Ligue des nations 2024-2025              | Entre en jeu à la place de N'Golo Kanté à la 90e minute de jeu.       |
| 24.                                      | 10 octobre 2024                          | Bozsik Aréna, Budapest, Hongrie                     | Israël                                   | 1 - 4                                    | Ligue des nations 2024-2025              | Entre en jeu à la place d'Eduardo Camavinga à la 70e minute de jeu.   |
| 25.                                      | 14 octobre 2024                          | Stade Roi Baudouin, Bruxelles, Belgique             | Belgique                                 | 1 - 2                                    | Ligue des nations 2024-2025              | Entre en jeu à la place d'Ousmane Dembélé à la 79e minute de jeu.     |

### Buts internationaux
| Buts internationaux de Youssouf Fofana | Buts internationaux de Youssouf Fofana | Buts internationaux de Youssouf Fofana | Buts internationaux de Youssouf Fofana | Buts internationaux de Youssouf Fofana | Buts internationaux de Youssouf Fofana | Buts internationaux de Youssouf Fofana | Buts internationaux de Youssouf Fofana | Buts internationaux de Youssouf Fofana |
|                                        | Date                                   | Lieu                                   | Adversaire                             | Résultat                               | Compétition                            | Notes                                  | Notes                                  | Sel.                                   |
| -------------------------------------- | -------------------------------------- | -------------------------------------- | -------------------------------------- | -------------------------------------- | -------------------------------------- | -------------------------------------- | -------------------------------------- | -------------------------------------- |
| 1.                                     | 18 novembre 2023                       | Allianz Riviera, Nice, France          | Gibraltar                              | 14 - 0                                 | Éliminatoires de l'Euro 2024           | 7 - 0                                  | 34e du pied droit                      | 14e                                    |
| 2.                                     | 21 novembre 2023                       | Stade Agiá Sofiá, Athènes, Grèce       | Grèce                                  | 2 - 2                                  | Éliminatoires de l'Euro 2024           | 2 - 2                                  | 74e du pied droit                      | 15e                                    |
| 3.                                     | 26 mars 2024                           | Stade Vélodrome, Marseille, France     | Chili                                  | 3 - 2                                  | Match amical                           | 1 - 1                                  | 19e du pied gauche                     | 17e                                    |

## Palmarès

### En club
Youssouf Fofana remporte la Coupe de la Ligue en 2019 avec le RC Strasbourg. 
Il est également finaliste de la Coupe de France en 2021 et vice-champion de France en 2024, cette fois avec l'AS Monaco.
Avec l'AC Milan, il remporte la Supercoupe d'Italie en 2024 et est finaliste de la Coupe d'Italie en 2025.

### En sélection
Avec l'équipe de France, Fofana est finaliste de la Coupe du monde en 2022.
| RC Strasbourg                             | AS Monaco                                                                                 | AC Milan (1)                                                                           | Équipe de France                       |
| ----------------------------------------- | ----------------------------------------------------------------------------------------- | -------------------------------------------------------------------------------------- | -------------------------------------- |
| - Coupe de la ligue : - Vainqueur en 2019 | - Championnat de France : - Vice-champion en 2024 - Coupe de France : - Finaliste en 2021 | - Coupe d'Italie : - Finaliste en 2025 - Supercoupe d'Italie (1) : - Vainqueur en 2024 | - Coupe du monde : - Finaliste en 2022 |